# 苏瓦昂塞普泰讷
苏瓦昂塞普泰讷（法語：Soye-en-Septaine，法語發音：[swa ɑ̃ sɛptɛn]）是法国谢尔省的一个市镇，属于布尔日区。

## 地理
苏瓦昂塞普泰讷（47°1'36"N, 2°29'21"E）面积18.57 平方千米，位于法国中央-卢瓦尔河谷大区谢尔省，该省份为法国中部省份，北起卢瓦雷省，西接卢瓦-谢尔省和安德尔省，南至克勒兹省，东南接阿列省，东临涅夫勒省。
与苏瓦昂塞普泰讷接壤的市镇（或旧市镇、城区）包括：布尔日、克罗斯、奥斯穆瓦、普兰皮耶-日沃丹、圣瑞斯特、萨维尼昂塞普泰讷。
苏瓦昂塞普泰讷的时区为UTC+01:00、UTC+02:00（夏令时）。

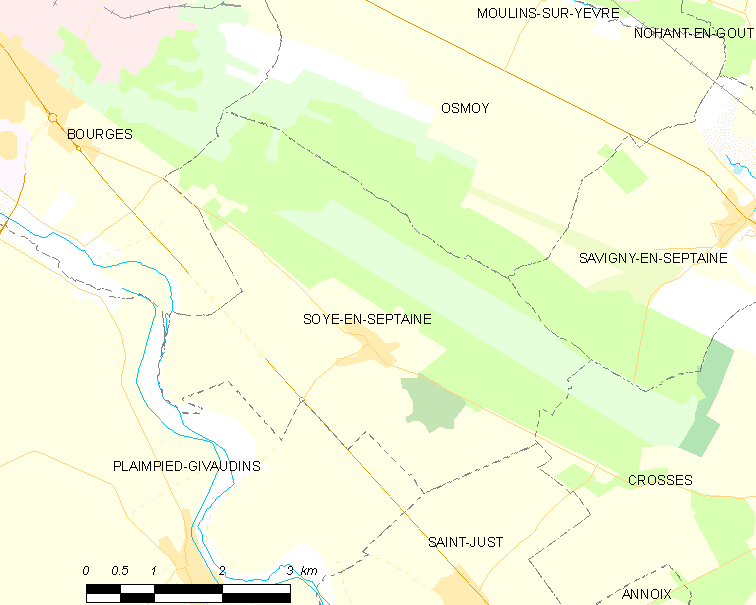
苏瓦昂塞普泰讷的OSM定位图

## 行政
苏瓦昂塞普泰讷的邮政编码为18340，INSEE市镇编码为18254。

## 政治
苏瓦昂塞普泰讷所属的省级选区为特鲁伊县。

## 人口

1962-2008年间苏瓦昂塞普泰讷人口变化图示

苏瓦昂塞普泰讷于2022年1月1日时的人口数量为582人。